# Текерідеамані I
Текерідеамані (Текоредеамані) I (поч. II ст. н. е.) — цар (коре) Куша у 100-х роках.

## Життєпис
Панував десь з 95 до 110-х років. Його батьком був Таретніде, якого тривалий час розглядали як попередника Текерідеамані I. Втім дослідження 2010-х років довели, що ймовірно Таретніде (Терітаніде) не був правлячим царем.
Відомості про нього містяться переважно в написах в піраміді № 28 в Мерое. Тривалий час вважався однією особою з Текерідеамані II. але той панував в середині III ст. З огляду на це та дослідження, що піраміда № 28, де знайдено згадку про Текерідеамані I відноситься до 1-ї половини II ст. дозволило розрізнити цих царів.
Разом з тим щодо терміну та фактів панування цього царя Куша відомості вкрай обмежені. Йому спадкував Тамелердеамані.